# Béla Cserni

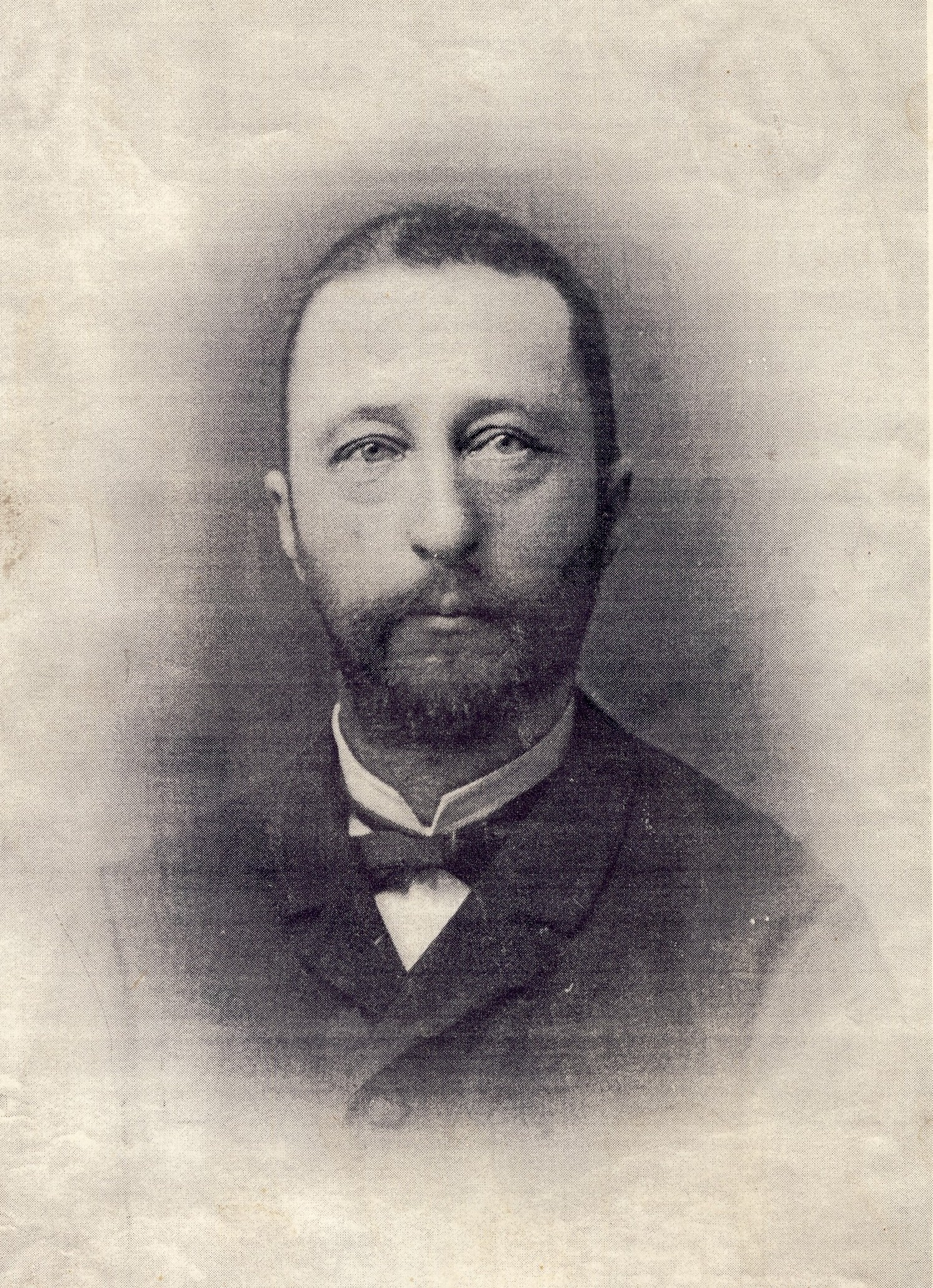
Béla Cserni (um 1870)

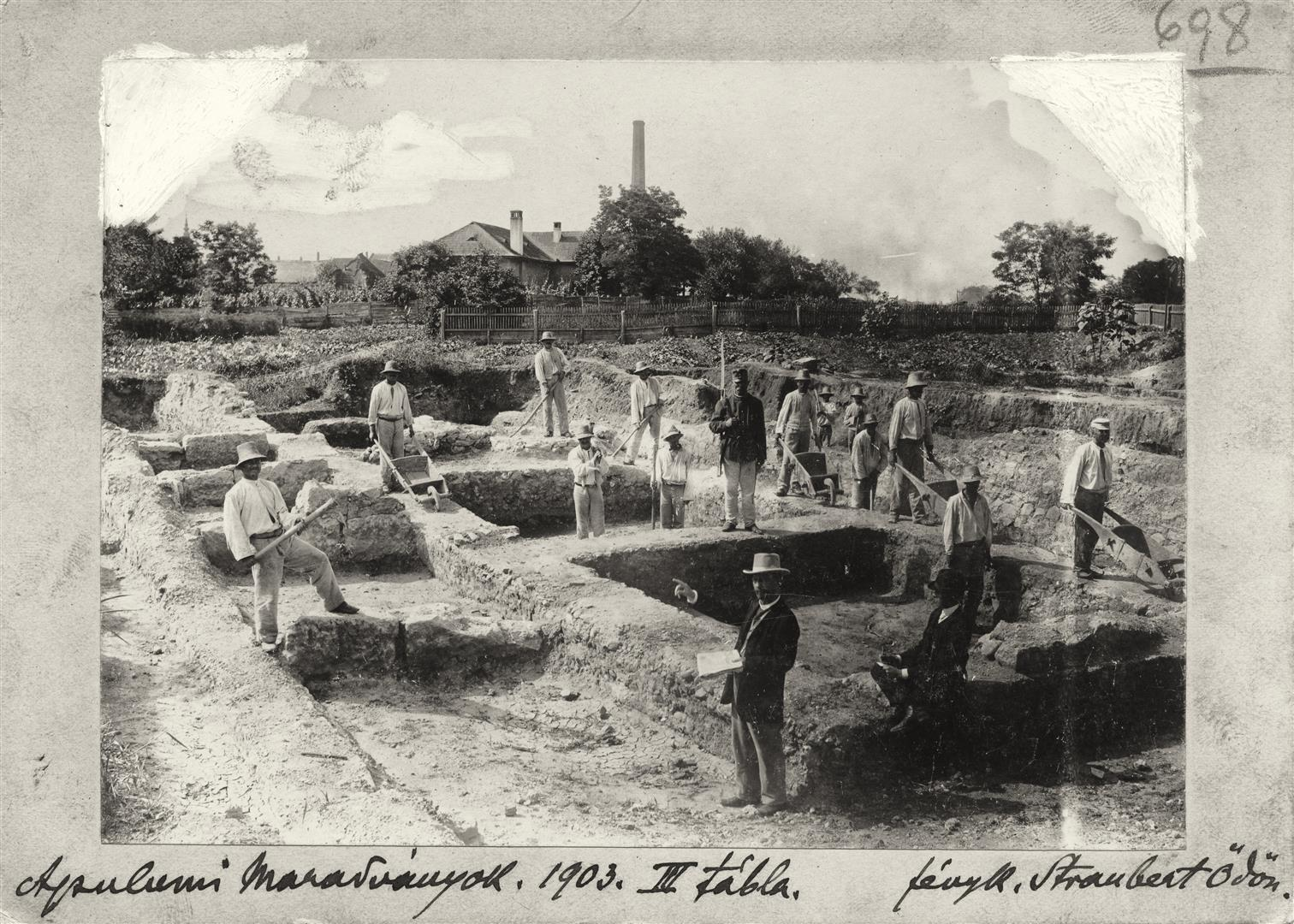
Béla Cserni (im Vordergrund) bei Ausgrabungen im Statthalterpalast von Apulum (Foto: Ödön Straubert, 1903)

Übersichtskarte der
archäologischen Befunde
von Béla Cserni (1912)

Béla Cserni, rumänisch: Adalbert Cserni, (* 12. August 1842 in Hermannstadt, Kaisertum Österreich; † 16. April 1916 in Karlsburg, Österreich-Ungarn) war ein österreichisch-ungarischer Archäologe, Lehrer, Museumsleiter und Botaniker. Er gilt als Pionier der Archäologie Siebenbürgens im Allgemeinen und der Stadtarchäologie Alba Iulias im Besonderen.

## Leben und Werdegang
Béla Cserni wurde als Sohn des tschechischen János Cserni und seiner aus Sachsen stammenden Frau Carolina Metzger geboren. Er wurde schon früh Vollwaise und wuchs in der Folgezeit bei seinen Großeltern, Adalbertus Biró und Josepha Baumgartner auf. Von 1859 bis 1861 studierte er am Theresianum in Hermannstadt und schloss zunächst mit einer Qualifikation als Deutschlehrer für Grundschulen ab. Anschließend arbeitete Cserni als Ergänzungslehrer an einer katholischen Grundschule in Karlsburg. 1864 heiratete er Amália Kerekes (1846–1876), mit der er vier Kinder hatte. 1868 begann er für die Hermannstädter Zeitung zu publizieren und brachte im Laufe seines weiteren Lebens bei verschiedenen Zeitungen und Zeitschriften mehr als 800 Artikel heraus. 1870 schloss er seine Lehrerausbildung ab und wurde ab 1871 Ergänzungslehrer für Naturwissenschaften an einem katholischen Gymnasium. Im Sommer 1876 starb seine erste Frau. 1877 erhielt Béla Cserni eine Zulassung als regulärer Lehrer und heiratete im Herbst desselben Jahres seine zweite, aus Dillingen an der Donau stammende Frau Theresia Lux (* 1849). Diese Ehe blieb kinderlos. 1882 wurde er an der Universität Szeged in Botanik promoviert. 1903 wurde Cserni als Lehrer pensioniert.

## Archäologisches Wirken
Neben seiner eigentlichen beruflichen Laufbahn begann sich Béla Cserni schon relativ früh für Archäologie zu interessieren. Sein Interesse und seine Leidenschaft sollen geweckt worden sein als er um 1867/1868 beobachten musste, wie beim Eisenbahnbau die römischen Hinterlassenschaften Apulums zerstört wurden. 1886 beteiligte sich Cserni mit Zsigmond Reiner an der Gründung der Historischen und Archäologischen Gesellschaft des Komitats Unterweißenburg und eines ersten Museums, dem Vorläufer des heutigen Muzeul Național al Unirii Alba Iulia (Nationalmuseum der Union Alba Iulia), dessen erster Verwalter und späterer Direktor er werden sollte. Über die sich dadurch entwickelnden Kontakte brachte er sich das archäologische Fachwissen seiner Zeit autodidaktisch bei, besuchte Museen im Deutschen Reich und in Italien und stand in reger Korrespondenz mit Theodor Mommsen, József Hampel, Alfred von Domaszewski, Bálint Kuzsinszky und Franz Cumont. 1888 publizierte er den ersten Katalog des Museums.
Zwei Tage vor Sylvester desselben Jahres nahm Béla Cserni seine ersten Ausgrabungen im Statthalterpalast von Apulum auf und setzte diese fast zwei Jahrzehnte lang bis Ende 1907 fort, ohne bis zu seinem Tode wissen, mit welcher Art Gebäudekomplex er es zu tun hatte. Er ging immer davon aus, die Thermen der Stadt gefunden zu haben. Schon im Frühjahr 1889 legte er einen ersten Zwischenbericht der Grabungen vor und publizierte zwölf weitere zwischen 1890 und 1908. 1897 entdeckte Cserni einen Abschnitt der Umwehrung des Lagers der Legio XIII Gemina, 1898 war er derjenige, der die Kirche der Augustiner-Eremiten in Karlsburg photographisch dokumentierte und einige Inschriften rettete, bevor sie abgerissen wurde. Die Resultate seiner Arbeit mündeten in zahlreichen Artikeln, die zwischen 1888 und 1916 vom Museum publiziert wurden und 1901 in einer umfassenden Publikation über Apulum und andere römische Anlagen im Kreis Alba gipfelten.
1907 wurde er zum Inspekteur der Museen Siebenbürgens ernannt, womit ihm die Museen in Aiud, Alba Iulia, Dej, Deva und Gherla unterstanden. Zwischen 1908 und 1915 grub er noch in der Colonia Aurelia Apulensis und im südlichen Gräberfeld von Apulum. Er war der Erste, der zwischen 1911 und 1915 Rettungsgrabungen in Apulum und an anderen Orten Siebenbürgens durchführte und diese Vorgehensweise dort bekannt machte.
Béla Cserni starb im Alter von 73 Jahren. Zu diesem Zeitpunkt hatte er das Museum um 5865 prähistorische, 6544 römische und 679 mittelalterliche Artefakte, 3937 Münzen sowie 7267 naturwissenschaftliche Objekte und die Museumsbibliothek um 4634 Bände bereichert. Nach seinem Tod geriet er ein wenig in Vergessenheit, der er erst wieder entrissen wurde, als anlässlich seines 100sten Todestag 2016 die internationale Konferenz Adalbert Cserni and his contemporaries. The pioneers of archaeology in Alba Iulia and beyond veranstaltet und entsprechend publiziert wurde.

## Schriften (Auswahl)
- Német irálytan vezérfonala középtanodák számára. Első rész. A prózai irálytan. Pest 1873
- Eszmék a föld felületének változásairól. Karlsburg 1881
- A parthenogenesis és metagenesis a növényországban. Budapest 1887
- Apulumi Maradványok I-XVIII, 1889–1916
- Alsó-Fehér Vármegye története a római korban. Straßburg am Mieresch 1901
- Jelentés a Colonia Apulensis területén végzett ásatásokról. In: Múzeumi és Könyvtári Értesitő. 1912, S. 106–114.
- Jelentés a Colonia Apulensis területén végzett ásatásokról. In: Múzeumi és Könyvtári Értesitő. 1912, S. 257–283.